# Ghyll Head Beck
Der Ghyll Head Beck ist ein Wasserlauf im Lake District, Cumbria, England.
Der Ghyll Head Beck entsteht als Abfluss des Ghyll Head Reservoir. Er fließt in nördlicher Richtung bis zu seiner Mündung in das Windermere.